# فرانتسبورگ
شهر فرانتسبورگدر ایالت مکلنبورگ-فورپومرن در کشور آلمان واقع شده‌است.